# Micromus variegatus
Micromus variegatus är en insektsart som först beskrevs av Fabricius 1793.  Micromus variegatus ingår i släktet Micromus och familjen florsländor. Arten är reproducerande i Sverige. Inga underarter finns listade i Catalogue of Life.

## Bildgalleri

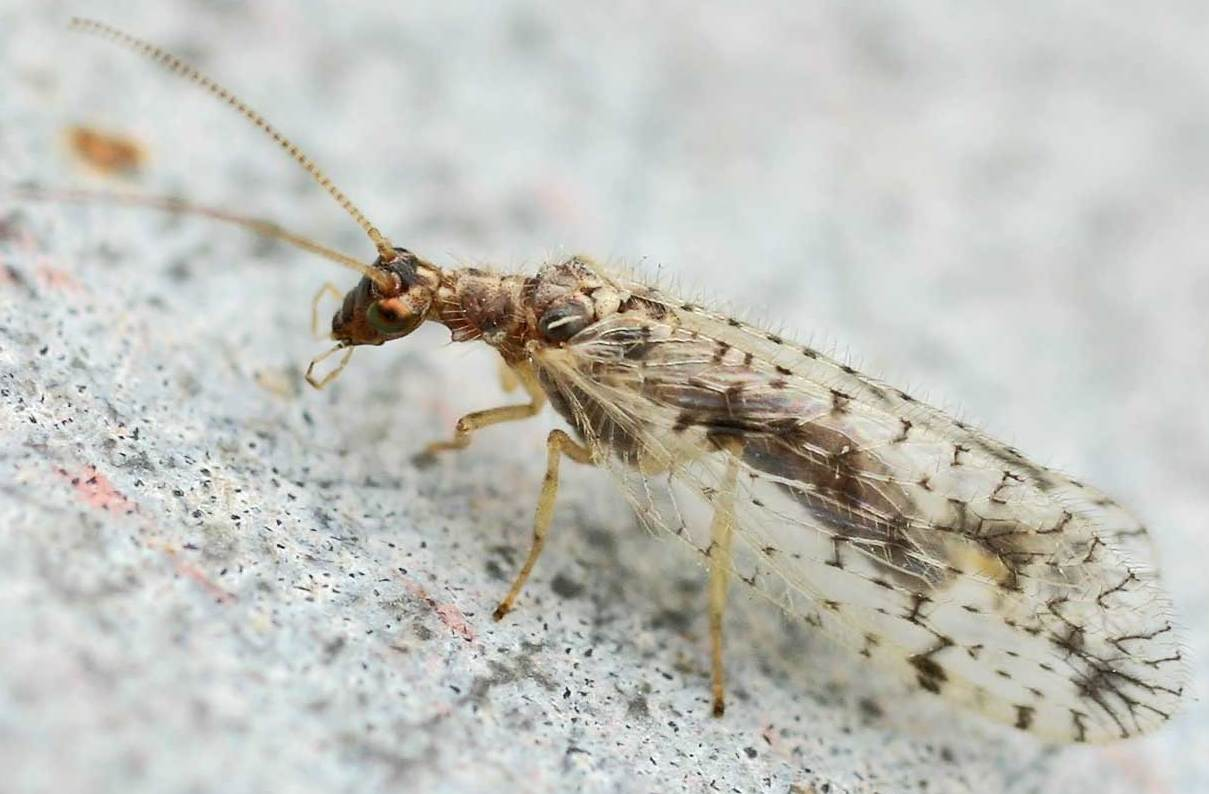
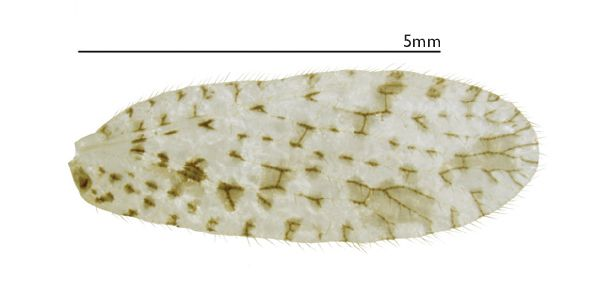
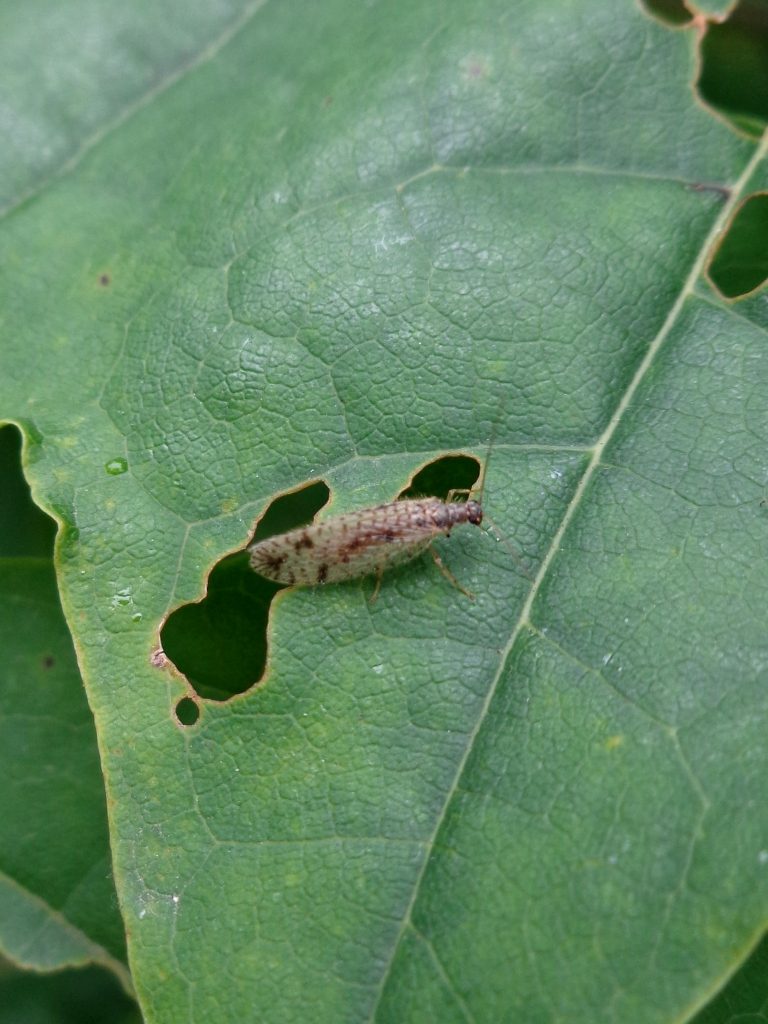